# 市川八百蔵 (4代目)
四代目 市川八百蔵（いちかわ やおぞう、安永元年〈1772年〉 - 弘化1年7月3日〈1844年8月16日〉）とは、江戸時代後期の歌舞伎役者。俳名は扇蝶・中車、屋号は江戸屋・立花屋。
舞踊藤間流の家元初代藤間勘十郎の弟。天明4年（1782年）に4代目岩井半四郎の門下に入り岩井かるもを名乗る。天明7年（1787年）11月、岩井喜世太郎と改名し若女形として舞台を勤める。文化元年（1804年）11月、三代目八百蔵が二代目助高屋高助を襲名した時に四代目市川八百蔵を襲名し、立役に転じた。その後上方で舞台を勤め、文化10年江戸に戻る。文政元年（1819年）二代目助高屋高助が没したのを機に市川伊達十郎と名乗り旅回りに出るが、文政10年（1827年）江戸に戻るとふたたび八百蔵を名乗っている。天保5年（1834年）以降舞台を引退。容姿にすぐれ華のある役者で実事、和事、所作事を得意とした。